# Everybody Was Satisfied
Everybody Was Satisfied è un cortometraggio muto del 1917 diretto da Norval MacGregor. Prodotto dalla Selig, il film aveva come interpreti William Hutchinson, John Lancaster, Lillian Leighton, William Scott, Irene Wallace.

## Produzione
Il film fu prodotto dalla Selig Polyscope Company.

## Distribuzione
Distribuito dalla General Film Company, il film - un cortometraggio in una bobina - uscì nelle sale cinematografiche statunitensi nell'aprile 1917.